# Małgorzata Dorota Ławniczak
Małgorzata Dorota Ławniczak – polska gastroenterolog, dr hab. nauk medycznych, adiunkt Katedry i Kliniki Gastroenterologii Wydziału Lekarskiego z Oddziałem Nauczania w Języku Angielskim Pomorskiego Uniwersytetu Medycznego w Szczecinie.

## Życiorys
19 czerwca 2001 obroniła pracę doktorską pt. Przeciwciała przeciwko Helicobacter pylori w surowicy chorych na raka żołądka pisaną pod kierunkiem Teresy Starzyńskiej, otrzymując doktorat, a 18 października 2016 uzyskała stopień doktora habilitowanego w zakresie nauk medycznych na podstawie rozprawy zatytułowanej Wybrane kliniczne i molekularne aspekty raka żołądka.
Została zatrudniona na stanowisku adiunkta w Katedrze i Klinice Gastroenterologii na  Wydziale Lekarskim z Oddziałem Nauczania w Języku Angielskim Pomorskiego Uniwersytetu Medycznego w Szczecinie.

## Wybrane publikacje
- 2001: Helicobacter pylori Infection, Gastrin, Cyclooxygenase-2, and Apoptosis in Colorectal Cancer[1]
- 2006: The association between the interleukin-1 polymorphisms and gastric cancer risk depends on the family history of gastric carcinoma in the study population[1]
- 2006: Retrospektywna analiza czynników ryzyka pacjentów z chorobą niedokrwienną serca hospitalizowanych w latach 1983-1992[1]
- 2008: Is there any relationship between BRCA1 gene mutation and pancreatic cancer development?= Czy mutacja genu BRCA1 ma związek z rozwojem raka trzustki?[1]
- 2008: Nowe aspekty patogenetyczne wrodzonej hemochromatozy[1]
- 2016: Histomorphologic features of early gastric carcinoma treated by endoscopic submucosal dissection: relation to efficiency of endoscopic resection[1]
- 2017: Gastric hyperplastic polyps coexisting with early gastric cancers, adenoma and neuroendocrine cell hyperplasia[1]